# Gabrielle d’Estrées

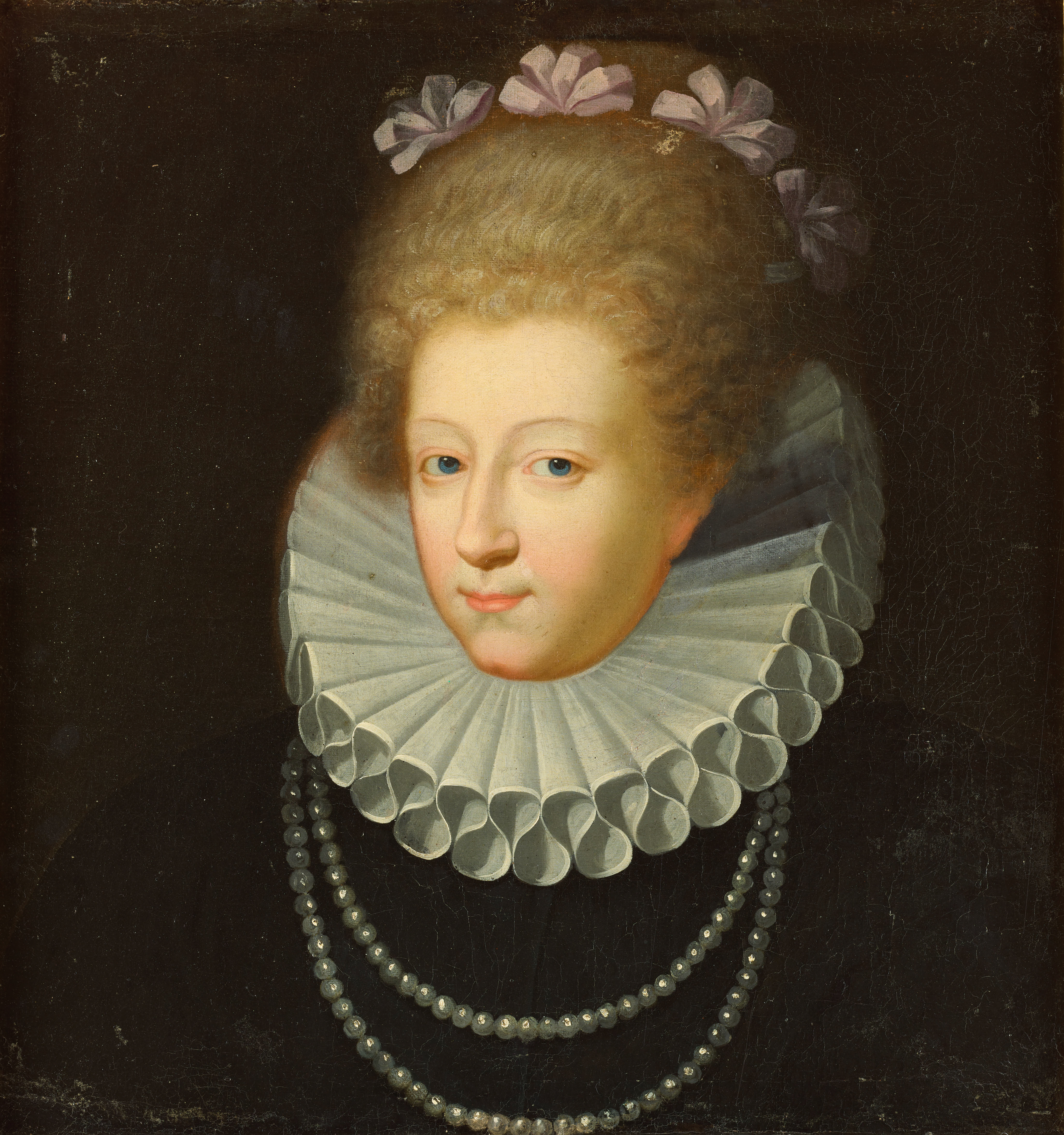
Gabrielle d’Estrées

Gabrielle d’Estrées (* um 1570 im Schloss Coeuvres (Picardie); † 10. April 1599 in Paris), Duchesse de Beaufort et Verneuil, Marquise de Monceaux, war von 1592 bis 1599 die Mätresse des französischen Königs Heinrich IV. und nahm in dieser Zeit Einfluss auf die französische Politik. Sie hatte drei uneheliche Kinder mit Heinrich; ihr Sohn César, späterer Großadmiral von Frankreich, begründete die bourbonische Nebenlinie Vendôme. Sie war die Schwester François-Annibal d’Estrées’, des Marschalls von Frankreich.

## Leben

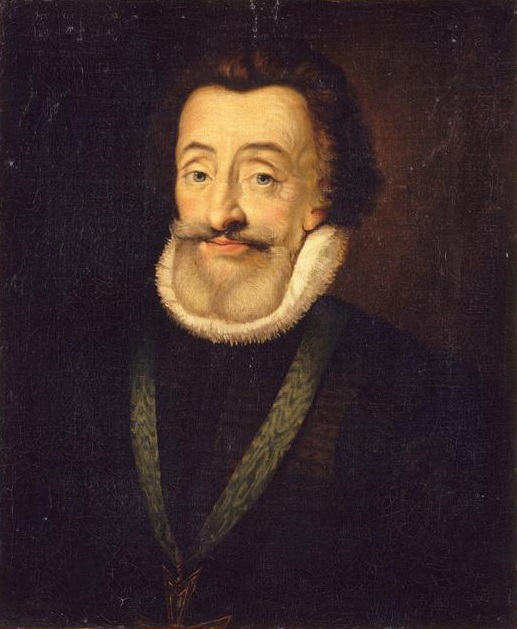
Heinrich IV. von Frankreich

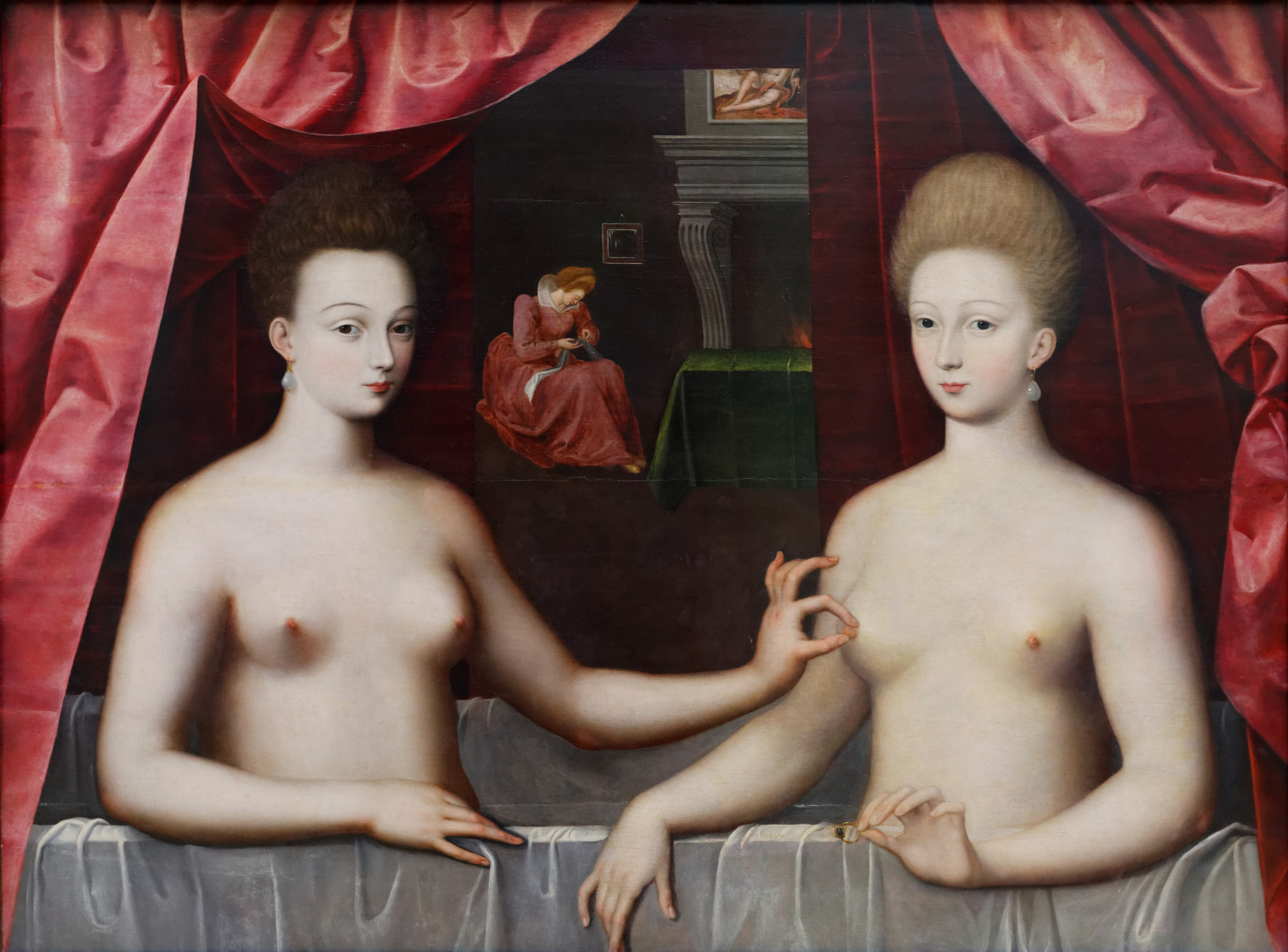
Gabrielle d’Estrées und eine ihrer Schwestern – Das Bild eines unbekannten Künstlers zeigt wahrscheinlich Gabrielle d’Estrées und ihre Schwester, die Herzogin von Villars; entstanden um 1594, ausgestellt im Musée du Louvre, Paris

Gabrielle d’Estrées wurde um 1570 als Tochter des späteren Großmeisters der Artillerie Antoine IV. d’Estrées und seiner Ehefrau Françoise Babou de La Bourdaisière geboren. Als etwa 20-Jährige lernte sie Heinrich IV., den König von Frankreich, kennen, als dieser zufällig ihren Wohnort, das Schloss Cœuvres, besuchte. Der mit Margarete von Valois verheiratete König verliebte sich in die junge Frau, die als schön und geistreich beschrieben wurde, und nahm sie zu seiner Geliebten. Des Scheins wegen vermählte sie der König mit Nicolas d’Amerval, aber die Ehe wurde bereits nach kurzer Zeit annulliert. D’Estrées wurde die engste Vertraute des Königs und begleitete ihn sogar als Hochschwangere auf seinen Feldzügen, um ihm nahe zu sein.
Der hugenottische König war Anfang der 1590er in heftige Konflikte mit der Heiligen Liga verstrickt, einer katholischen Gruppierung, die sich wegen seiner Religionszugehörigkeit heftig gegen die Inthronisation Heinrichs wehrte. D’Estrées, selbst Katholikin, überzeugte Heinrich davon, zum Katholizismus zu konvertieren, um den Einfluss der Heiligen Liga zu brechen. Sie festigte dadurch ihre Position und wurde 1594 zur Marquise de Monceaux und zur offiziellen Mätresse des Königs von Frankreich erhoben.
D’Estrées lebte wie eine Ehefrau mit Heinrich IV. Gemeinsam bekamen sie vier Kinder, eines davon wurde tot geboren. Ihr Erstgeborener César (* 1594; † 1665) erbte nach dem Tod seiner Mutter deren Titel und begründete das Haus Vendôme. Die einzige Tochter, Catherine Henriette (* 1596; † 1663), heiratete Charles II. de Lorraine-Guise, den Herzog von Elbeuf, und ihr am 19. April 1598 geborener Sohn, Alexandre († 1628), genannt Le Chevalier de Vendôme, späterer Großprior von Frankreich, wurde von König Ludwig XIII. zum Gesandten am Hofe des Papstes Paul V. ernannt.
Trotz des Widerspruchs von Minister Sully wurde sie 1597 zur Herzogin von Beaufort ernannt. Die Annullierung der Ehe Heinrichs IV. mit Margarete von Valois war schon eingeleitet und die Hochzeit mit D’Estrées anberaumt, als sie am 10. April 1599 starb. Die Todesursache ist ungeklärt. Es gab Vermutungen, dass sie vergiftet wurde, weil der Großherzog der Toskana, Ferdinand I. de’ Medici, seine Nichte Maria de’ Medici mit Heinrich vermählen wollte. Andere  gehen davon aus, der Tod sei durch Komplikationen in einer erneuten Schwangerschaft (Eklampsie) verursacht worden.

## Rezeption
Ihre nach einer Handschrift der königlichen Bibliothek zu Paris veröffentlichten Mémoires sind wahrscheinlich nicht authentisch. Der 1996 erschienene Roman Die Purpurlinie von Wolfram Fleischhauer enthält historische und kunstgeschichtliche Überlegungen zu Gabrielle d’Estrées’ Tod und dem Gemälde Zwei Damen im Bade. Auch in dem Roman Die Vollendung des Königs Henri Quatre von Heinrich Mann wurde die Mätresse literarisch verewigt.